# Shyok
Shyok – rzeka w Indiach i Pakistanie o długości 550 km, powierzchni dorzecza 33 670 km² oraz średnim przepływie 310 m³/s.
Rzeka ta wypływa z gór Karakorum, a uchodzi do rzeki Indus.
Główny dopływ rzeki to Nubra.